# Pterella asiatica
Pterella asiatica är en tvåvingeart som beskrevs av Boris Borisovitsch Rohdendorf och Yu. G. Verves 1980. Pterella asiatica ingår i släktet Pterella och familjen köttflugor. Inga underarter finns listade i Catalogue of Life.